# Modena Football Club 1998-1999
Questa pagina raccoglie le informazioni riguardanti il Modena Football Club nelle competizioni ufficiali della stagione 1998-1999.

## Stagione
Nella stagione 1998-1999 il Modena, allenato da Paolo Stringara ha disputato il girone A del campionato di Serie C1, piazzandosi in quarta posizione di classifica con 54 punti, acquisendo, con questo piazzamento, il diritto a disputare i playoff, nei quali è stato eliminato dal Lumezzane in semifinale. Il torneo è stato vinto con 66 punti dall'Alzano Virescit, che ha ottenuto la promozione diretta in Serie B. L'altra squadra promossa, in quanto vincitrice dei playoff è stata la Pistoiese. Con 8 reti Girolamo Bizzarri è risultato il miglior realizzatore dei gialloblù in campionato, anche nelle due gare delle semifinali Play-off ha messo la firma su 2 reti. Nella Coppa Italia di Serie C i canarini hanno vinto il girone D di qualificazione, eliminando il Brescello, il Trento, il Carpi ed il Mantova, poi nei sedicesimi di finale del torneo, hanno ceduto al Sassuolo nei tempi supplementari della gara di ritorno.

## Rosa
| N. |                   | Ruolo | Calciatore         |
| -- | ----------------- | ----- | ------------------ |
|    | Italia (bandiera) | D     | Simone Altobelli   |
|    | Italia (bandiera) | C     | Giuseppe Anaclerio |
|    | Italia (bandiera) | C     | Alessandro Arricca |
|    | Italia (bandiera) | A     | Girolamo Bizzarri  |
|    | Italia (bandiera) | C     | Giuseppe Brescia   |
|    | Italia (bandiera) | D     | Roberto Bucchioni  |
|    | Italia (bandiera) | C     | Marco Caputi       |
|    | Italia (bandiera) | C     | Davide Carrus      |
|    | Italia (bandiera) | A     | Simone Cavalli     |
|    | Italia (bandiera) | A     | Andrea Cecchini    |
|    | Italia (bandiera) | D     | Andrea Di Cintio   |

| N. |                   | Ruolo | Calciatore              |
| -- | ----------------- | ----- | ----------------------- |
|    | Italia (bandiera) | D     | Gianluca Gibellini      |
|    | Italia (bandiera) | A     | Milo Losi               |
|    | Italia (bandiera) | D     | Francesco Maino         |
|    | Italia (bandiera) | A     | Paolo Mandelli          |
|    | Italia (bandiera) | C     | Mauro Nardini           |
|    | Italia (bandiera) | P     | Gabriele Paoletti       |
|    | Italia (bandiera) | C     | Fausto Pari             |
|    | Italia (bandiera) | A     | Michele Pietranera      |
|    | Italia (bandiera) | A     | Roberto Putelli         |
|    | Italia (bandiera) | P     | Gianni Marco Sansonetti |
|    | Italia (bandiera) | D     | Maurizio Vincioni       |

## Risultati

### Campionato

#### Girone di andata
| Arbitro: | Cuttica (Alessandria) |

|                                                |           |                     |
| Zaffaroni 19’, 28’ Spinelli 45+1’ S. Adani 91’ | Marcatori | 86’ (rig.) Cecchini |

| Arbitro: | Battaglia (Messina) |

|                                   |           |           |
| Vincioni 77’ (rig.) Altobelli 86’ | Marcatori | 18’ Amita |

| Arbitro: | Ambrosino (Torre del Greco) |

|                |           |              |
| G. Ferrari 52’ | Marcatori | 48’ Vincioni |

| Arbitro: | Ciulli (Roma) |

|             |           |  |
| Putelli 71’ | Marcatori |  |

| Arbitro: | Cirone (Palermo) |

|                           |           |  |
| Antonioli 24’ Bonazzi 80’ | Marcatori |  |

| Modena 11 ottobre 1998 6ª giornata | Modena          | 0 – 0 | Brescello | Stadio Alberto Braglia\| Arbitro: \| Manari (Teramo) \| |
| Arbitro:                           | Manari (Teramo) |       |           |                                                         |

| Arbitro: | Ferlito (Prato) |

|                |           |                                         |
| Clementi 45+3’ | Marcatori | 31’ Pietranera 89’ Putelli 90+2’ Carrus |

| Modena 25 ottobre 1998 8ª giornata | Modena        | 0 – 0 | Como | Stadio Alberto Braglia\| Arbitro: \| Lion (Padova) \| |
| Arbitro:                           | Lion (Padova) |       |      |                                                       |

| Arbitro: | Saccani (Mantova) |

|                |           |  |
| Pietranera 33’ | Marcatori |  |

| Arbitro: | Strocchia (Nola) |

|            |           |  |
| Alteri 57’ | Marcatori |  |

| Carrara 22 novembre 1998 11ª giornata | Carrarese        | 0 – 0 | Modena | Stadio dei Marmi\| Arbitro: \| Cirone (Palermo) \| |
| Arbitro:                              | Cirone (Palermo) |       |        |                                                    |

| Arbitro: | Cavuoti (Vasto) |

|                                          |           |             |
| Vincioni 55’ (rig.) Brescia 70’ Losi 82’ | Marcatori | 69’ Morelli |

| Arbitro: | G. Rossi (Rimini) |

|             |           |              |
| M. Sala 14’ | Marcatori | 49’ Mandelli |

| Arbitro: | Gabriele (Frosinone) |

|            |           |            |
| Carrus 37’ | Marcatori | 35’ Scarpa |

| Arbitro: | Esposito (Trapani) |

|                            |           |               |
| Albieri 75’ Cancellato 86’ | Marcatori | 52’ Altobelli |

| Arbitro: | Ardito (Bari) |

|                            |           |  |
| Altobelli 12’ Cecchini 88’ | Marcatori |  |

| Arbitro: | Battaglia (Messina) |

|                         |           |              |
| Bonaldi 46’ Fantini 85’ | Marcatori | 57’ Vincioni |

#### Girone di ritorno
| Arbitro: | Linfatici (Viareggio) |

|               |           |  |
| Altobelli 57’ | Marcatori |  |

| Arbitro: | P. Rossi (Forlì) |

|  |           |                            |
|  | Marcatori | 36’ Cecchini 90+2’ Arricca |

| Arbitro: | Cavuoti (Vasto) |

|              |           |              |
| Bizzarri 42’ | Marcatori | 38’ Solimeno |

| Carpi 31 gennaio 1999 21ª giornata | Carpi            | 0 – 0 | Modena | Stadio Sandro Cabassi\| Arbitro: \| Cirone (Palermo) \| |
| Arbitro:                           | Cirone (Palermo) |       |        |                                                         |

| Arbitro: | Lombardi (Lanciano) |

|              |           |                       |
| Mandelli 45’ | Marcatori | 17’ Caliari 48’ Taldo |

| Arbitro: | Ambrosino (Torre del Greco) |

|             |           |                                      |
| Minetti 19’ | Marcatori | 33’ Mandelli 73’ Bizzarri 82’ Caputi |

| Arbitro: | Morganti (Ascoli Piceno) |

|               |           |  |
| Nardini 90+2’ | Marcatori |  |

| Arbitro: | Campofiorito (Chiavari) |

|                               |           |                                    |
| Rocchi 39’ Saudati 89’ (rig.) | Marcatori | 84’ (rig.) Vincioni 86’ Pietranera |

| Arbitro: | Gasperoni (Ancona) |

|           |           |          |
| Buscè 38’ | Marcatori | 79’ Pari |

| Modena 28 marzo 1999 27ª giornata | Modena              | 0 – 0 | Montevarchi | Stadio Alberto Braglia\| Arbitro: \| Battaglia (Messina) \| |
| Arbitro:                          | Battaglia (Messina) |       |             |                                                             |

| Arbitro: | Cecotti (Udine) |

|                   |           |                  |
| Bizzarri 35’, 77’ | Marcatori | 74’ (rig.) Falco |

| Arbitro: | Verrucci (Fermo) |

|                    |           |  |
| Massara 74’ (rig.) | Marcatori |  |

| Arbitro: | Cirone (Palermo) |

|                          |           |  |
| Bizzarri 6’ Vincioni 20’ | Marcatori |  |

| Arbitro: | Borelli (Roma) |

|                             |           |              |
| Beretta 34’, 74’ Scarpa 83’ | Marcatori | 18’ Cecchini |

| Arbitro: | Palmieri (Cosenza) |

|              |           |  |
| Cecchini 53’ | Marcatori |  |

| Arbitro: | Ardito (Bari) |

|             |           |              |
| Bonaldi 86’ | Marcatori | 72’ Bizzarri |

| Arbitro: | Cavuoti (Vasto) |

|                   |           |             |
| Bizzarri 40’, 82’ | Marcatori | 84’ Fantini |

### Play-off
| Arbitro: | Cavuoti (Vasto) |

|              |           |                     |
| Bizzarri 80’ | Marcatori | 41’, 67’, 71’ Taldo |

| Arbitro: | S. Ayroldi (Molfetta) |

|                     |           |              |
| Cassetti 11’, 90+4’ | Marcatori | 19’ Bizzarri |

### Coppa Italia di Serie C
| Arbitro: | Lion (Padova) |

|  |           |                        |
|  | Marcatori | 16’ (aut.) F. Esposito |

| 26 agosto 1998 2ª giornata |  | – Turno di riposo Modena |  |  |

| Arbitro: | Ferlito (Prato) |

|                            |           |  |
| Pietranera 33’ Putelli 48’ | Marcatori |  |

| Arbitro: | Lambertini (Bologna) |

|  |           |                |
|  | Marcatori | 66’ Pietranera |

| Arbitro: | Cenni (Imola) |

|  |           |                   |
|  | Marcatori | 29’ Dellagiovanna |

#### Sedicesimi
| Arbitro: | Lambertini (Bologna) |

|           |           |             |
| Biondo 2’ | Marcatori | 62’ Cavalli |

| Arbitro: | Urbano (Carbonia) |

|          |           |                                         |
| Pari 18’ | Marcatori | 70’ (aut.) Di Cintio 103’ (rig.) Biondo |